# イン・コンサート (ELPのアルバム)
イン・コンサート (In Concert) は、エマーソン・レイク・アンド・パーマー（ELP）が1979年に発表したライブ・アルバム。

## 解説

### 製作までの経緯
1977年５月、ELPは59人編成のオーケストラと6人編成の合唱隊を含む総勢約120人で、新作『ELP四部作』をフィーチャーした大規模な北アメリカ・ツアーを開始した。オーケストラのミュージシャン・ユニオンはミュージシャンへの負担を軽減するため、プロモーターが無謀な日程を組めないように、オーケストラは１日に100マイル以上移動してはいけないと決めていた。その結果、プロモーターは必然的に近距離圏でコンサートを組まざるをえなくなり、会場を埋めることができず、ただでさえ大所帯で経費がかさんで採算ぎりぎりで行っていたツアーは大赤字を出した。十数公演を終えた時点で予算が尽きてしまったので、その後はELPだけでツアーを続けることになった。
このツアーのハイライトである7月7日、8日、9日のマディソン・スクエア・ガーデンでのコンサートと、8月26日のモントリオールのオリンピック・スタジアムでのコンサートでは、キース・エマーソンの希望で再びオーケストラと共演した。彼はインタビューの中で「ELPの全活動を通じて最も凄かったのは、オリンピック・スタジアムでのコンサートと、その直前のマディソン・スクエア・ガーデンでのコンサートの2日目だった」と自己評価している。

#### 1977年8月26日のモントリオール公演
当日の観客数は約78,000人だった。
セット・リスト
第一部　1. 奈落のボレロ　2. ホウダウン　3. 悪の経典第一印象パート２　4. 邪教の神　5. タルカス　6. セ・ラ・ヴィ　7. ラッキー・マン　8. 展覧会の絵
第二部　9. ピアノ協奏曲第1番：第一楽章　10. ピアノ協奏曲第1番：第三楽章　11. クローサー・トゥ・ビリーヴィング　12. ナイフ・エッジ　13. タンク　14. ナットロッカー　15. 海賊　16. 庶民のファンファーレ/ロンド（アンコール）
- 2, 3, 5, 14はELP、7はグレッグ・レイク、9と10はエマーソンとオーケストラ、11はレイクとオーケストラ、残りはELPとオーケストラによる[3]。
- 1, 2, 5, 9, 11, 12以外はDVDソフト "Works Orchestral Tour: Manticore Special" に収録された[4][注釈 3]。

### 内容
本作には1977年8月26日のモントリオール・オリンピック・スタジアムでのコンサートから「セ・ラ・ヴィ」「ナイフ・エッジ」「ピアノ協奏曲第1番 第3楽章:トッカータ・コン・フォコ」「展覧会の絵」、新作『作品第二番』の発表に合わせて1977年10月にELPだけで再開したツアーから「イントロダクトリー・ファンファーレ」「ピーター・ガン」「孤独なタイガー」「邪教の神」が収録されている。
音質が高くないと指摘されている。プロデューサーの役を担ったエマーソンは、モントリオールのコンサートからの収録部分の多くで、2トラックのマスター・テープにビデオ・テープの音源をミックスした。
ヘンリー・マンシーニの曲をアレンジした「ピーター・ガン」は、アルバムでは初披露となった。
1993年、本作に7曲を追加した計15曲を収録したCD2枚組『ワークス・ライブ』がリリースされた。

## 収録曲
1. イントロダクトリー・ファンファーレ – Introductory Fanfare (Keith Emerson, Carl Palmer)
2. ピーター・ガン – Peter Gunn (Henry Mancini, arr. Emerson, Greg Lake, Palmer)
3. 孤独なタイガー – Tiger in a Spotlight (Emerson, Lake, Palmer, Peter Sinfield)
4. セ・ラ・ヴィ – C'est la Vie (Lake, Sinfield)
5. 邪教の神、そして悪の精の踊り（スキタイ組曲作品20第2曲） – The Enemy God, Dances with the Black Spirits (Sergei Prokofiev, arr. Emerson, Lake, Palmer)
6. ナイフ・エッジ – Knife-Edge (Emerson, Lake, Richard Fraser, Leoš Janáček)
7. ピアノ協奏曲第1番 第3楽章:トッカータ・コン・フォコ  – Piano Concerto No. 1, Third Movement: Toccata con fuoco (Emerson)
8. 展覧会の絵 – Pictures at an Exhibition (Modest Mussorgsky, Emerson, Lake, Palmer)

## 参加ミュージシャン
Emerson, Lake and Palmer
- Keith Emerson – キーボード、ミキシング
- Greg Lake – ボーカル、ベース・ギター、ギター
- Carl Palmer – ドラムス、パーカッション

その他
- Godfrey Salmon – 指揮（#4, #6-8）
- オーケストラと合唱団（#4, #6-8）

## 評価
アメリカでは73位まで上昇したあと、発表後十週間で200位以下の圏外に去り、ゴールド・ディスク認定を逃した初めてのアルバムとなった。本作の発表後一か月も経っていない1979年12月末に、ELPの解散が発表された。